# Bjäresjö

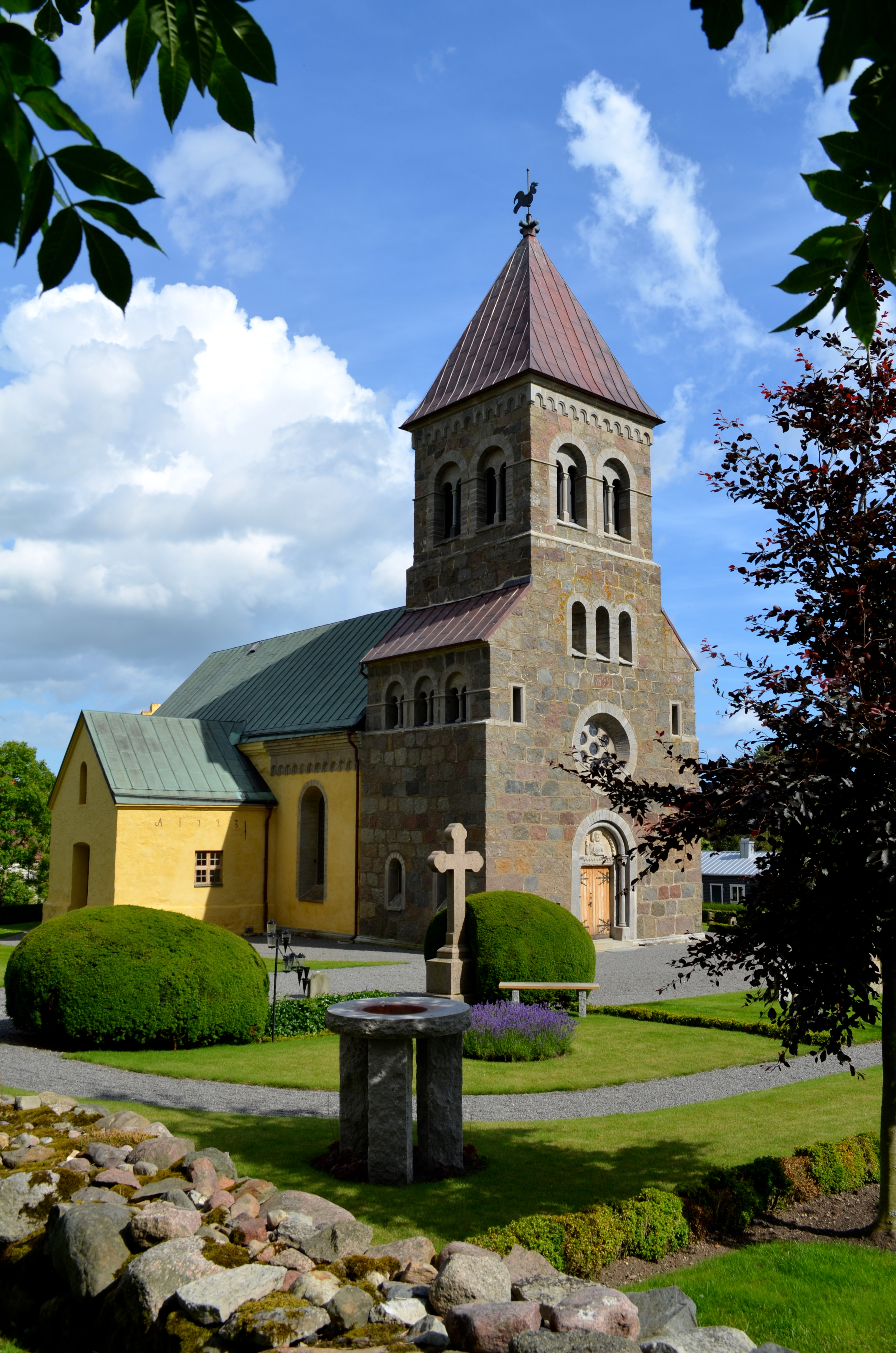
Die Kirche von Bjäresjö

Bjäresjö ist eine Ortschaft (småort) in der schwedischen Provinz Skåne län und der historischen Provinz (landskap) Schonen. Das Dorf liegt etwa 5 km nordwestlich von Ystad in der Gemeinde Ystad. 2015 hatte sie 90 Einwohner.
Im Zentrum von Bjäresjö steht die aus dem zwölften Jahrhundert stammende Kirche St. Laurentius mit zahlreichen mittelalterlichen Kalkmalereien. Südöstlich des Dorfes befindet sich das Schloss Bjaresjö (schwedisch Bjärsjöholms Slott).